# 屈遵
屈遵（?—?），字子皮，中国西燕、北魏政治人物。昌黎郡徒河县（今辽宁锦州）人。

## 生平
屈遵博学多艺，著名当时。在西燕慕容永属下担任尚書僕射，封武垣公。394年，後燕滅西燕慕容永，屈遵等西燕官员入后燕。慕容垂任命屈遵为博陵县令。魏道武帝南征到魯口，博陵郡太守申永南、高陽郡太守崔玄伯逃亡，屈遵劝说官吏、民众归顺北魏。道武帝于是礼遇他，任命他为中書令，兼总文誥。跟随道武帝平定中原，受爵为下蔡子。他随道武帝回到平城，在平城去世。享年七十岁。

## 子
- 屈須（嗣爵，長乐郡太守、鎮遠将軍、信都侯，屈須子屈垣，屈垣子屈道赐，屈垣玄孙屈突通、屈突盖）
- 屈处珍（屈須死後，嗣爵）

## 延伸阅读
[在维基数据编辑]
 《魏書·卷33》，出自魏收《魏书》
 《北史/卷027》，出自李延壽《北史》